# Eric Surkamp
Eric Surkamp (né le 16 juillet 1987 à Cincinnati, Ohio, États-Unis) est un lanceur gaucher des Athletics d'Oakland de la Ligue majeure de baseball.

## Carrière
Eric Surkamp est repêché en sixième ronde par les Giants de San Francisco en 2008 alors qu'il évolue à l'Université d'État de Caroline du Nord.
Surkamp fait ses débuts dans le baseball majeur comme lanceur partant des Giants le 27 août 2011 à San Francisco face aux Astros de Houston. Il s'en tire brillamment en n'accordant qu'un point sur six coups sûrs à l'adversaire en six manches lancées, mais ses coéquipiers lui donnent très peu de support offensif. Le gaucher n'est pas impliqué dans la décision dans la victoire de 2-1 des Giants en manches supplémentaires. Le 6 septembre, à son départ suivant, il savoure sa première victoire dans les majeures aux dépens des Padres de San Diego. Il termine l'année avec deux gains, deux revers et une moyenne de points mérités de 5,74 en six départs.
Après avoir passé 2012 dans les ligues mineures, Surkamp revient dans les majeures pour un seul match en 2013 avec les Giants, mais il accorde 7 points mérités en seulement deux manches et deux tiers de travail pour la défaite.
Le 23 décembre 2013, il passe aux White Sox de Chicago via le ballottage. Il effectue 35 sorties pour les White Sox en 2014, toutes en relève, remporte deux victoires et présente une moyenne de points mérités de 4,81 en 24 manches et un tiers lancées.
Le 23 mai 2015, les White Sox échangent Surkamp aux Dodgers de Los Angeles contre Blake Smith, un lanceur droitier.
Surkamp signe un contrat avec les Athletics d'Oakland le 4 décembre 2015.